# Lista de telenovelas reprisadas pelo SBT
Esta é a lista de telenovelas reprisadas pelo SBT. Conta-se as telenovelas reprisadas tanto nos horários da tarde quanto à noite. 

## Década de 1980
| #  | Telenovela                | Início                  | Termino                 | Cap. | Horário | Autoria                                      | Exibição Original | Exibição Original | Ref.   |
| #  | Telenovela                | Início                  | Termino                 | Cap. | Horário | Autoria                                      | Horário           | Ano               | Ref.   |
| -- | ------------------------- | ----------------------- | ----------------------- | ---- | ------- | -------------------------------------------- | ----------------- | ----------------- | ------ |
| 1  | O Espantalho              | 17 de janeiro de 1983   | 21 de março de 1983     | 55   | 20h50   | Ivani Ribeiro                                | 21h00             | 1977              | [ 1 ]  |
| 2  | Os Ricos Também Choram    | 4 de julho de 1983      | 9 de dezembro de 1983   | 115  | 13h00   | Valentín Pimstein                            | 19h45             | 1982-83           |        |
| 3  | A Força do Amor           | 22 de agosto de 1983    | 2 de dezembro de 1983   | 75   | 13h45   | Raymundo López                               | 19h00             | 1982              | [ 2 ]  |
| 4  | Destino                   | 22 de agosto de 1983    | 18 de novembro de 1983  | 65   | 14h20   | Raymundo López Crayton Sarzy                 | 18h50             | 1982              | [ 3 ]  |
| 5  | A Leoa                    | 26 de setembro de 1983  | 27 de janeiro de 1984   | 90   | 14h20   | Raymundo López Crayton Sarzy                 | 19h00             | 1982              | [ 4 ]  |
| 6  | Sombras do Passado        | 5 de dezembro de 1983   | 10 de fevereiro de 1984 | 50   | 13h45   | Tito Di Miglio                               | 19h00             | 1983              | [ 5 ]  |
| 7  | Desprezo                  | 12 de dezembro de 1983  | 20 de abril de 1984     | 95   | 13h00   | Valentín Pimstein                            | 18h00             | 1983              |        |
| 8  | Acorrentada               | 30 de janeiro de 1984   | 6 de abril de 1984      | 50   | 14h30   | Henrique Lobo                                | 20h50             | 1983              | [ 6 ]  |
| 9  | Conflito                  | 13 de fevereiro de 1984 | 11 de maio de 1984      | 65   | 13h45   | Suzanna Colona                               | 19h00             | 1982-83           | [ 7 ]  |
| 10 | O Anjo Maldito            | 9 de abril de 1984      | 17 de agosto de 1984    | 93   | 16h00   | Mauro Gianfrancesco                          | 19h00             | 1983              | [ 8 ]  |
| 11 | Amor Cigano               | 23 de abril de 1984     | 4 de setembro de 1984   | 95   | 14h30   | Olga Ruilópez Rodolfo Vivas                  | 19h45             | 1983              |        |
| 12 | Razão de Viver            | 14 de maio de 1984      | 20 de julho de 1984     | 50   | 15h30   | Waldir Wey                                   | 19h00             | 1983              | [ 9 ]  |
| 13 | A Ponte do Amor           | 23 de julho de 1984     | 7 de setembro de 1984   | 35   | 15h30   | Aziz Bajur Tito DiMiglio                     | 19h00             | 1983              | [ 10 ] |
| 14 | Os Ricos Também Choram    | 10 de setembro de 1984  | 1 de março de 1985      | 123  | 15h30   | Valentín Pimstein                            | 19h45             | 1982-83           |        |
| 15 | Chispita                  | 4 de março de 1985      | 27 de setembro de 1985  | 145  | 14h30   | Valentín Pimstein                            | 18h30             | 1984              |        |
| 16 | Meus Filhos, Minha Vida   | 4 de março de 1985      | 4 de outubro de 1985    | 150  | 15h30   | Ismael Fernandes Henrique Lobo Crayton Sarzy | 19h45             | 1984-85           | [ 11 ] |
| 17 | Cristina Bazan            | 3 de junho de 1985      | 28 de setembro de 1985  | 100  | 20h30   | Manuel G. Piñera                             | 19h45             | 1983              |        |
| 18 | O Direito de Nascer       | 7 de outubro de 1985    | 28 de fevereiro de 1986 | 102  | 15h30   | Ernesto Alonso                               | 18h30             | 1983-84           |        |
| 19 | Jerônimo                  | 14 de outubro de 1985   | 7 de março de 1986      | 102  | 14h30   | Moysés Weltman                               | 18h00             | 1984-85           | [ 12 ] |
| 20 | Soledade                  | 3 de março de 1986      | 3 de outubro de 1983    | 150  | 15h30   | Valentín Pimstein                            | 21h00             | 1985-86           |        |
| 21 | Angelito                  | 10 de março de 1986     | 30 de maio de 1986      | 58   | 14h30   | Lígia Lezama                                 | 18h30             | 1985              |        |
| 22 | Vida Roubada              | 19 de junho de 1986     | 13 de fevereiro de 1987 | 171  | 14h30   | Raymundo López                               | 19h45             | 1983-84           | [ 13 ] |
| 23 | Pecado de Amor            | 6 de outubro de 1986    | 17 de novembro de 1986  | 31   | 15h30   | Henrique Lobo                                | 19h00             | 1984              | [ 14 ] |
| 24 | Viviana, em Busca do Amor | 9 de fevereiro de 1987  | 12 de junho de 1987     | 90   | 15h30   | Valentín Pimstein                            | 20h30             | 1984-85           |        |
| 25 | Jogo do Amor              | 16 de fevereiro de 1987 | 5 de junho de 1987      | 80   | 14h30   | Aziz Bajur                                   | 19h45             | 1985              | [ 15 ] |
| 26 | A Justiça de Deus         | 8 de junho de 1987      | 24 de julho de 1987     | 35   | 14h30   | Crayton Sarzy Amilton Monteiro               | 20h50             | 1983              | [ 16 ] |
| 27 | Cristina Bazan            | 15 de junho de 1987     | 13 de novembro de 1987  | 108  | 15h30   | Manuel G. Piñera                             | 19h45             | 1983              |        |
| 28 | Uma Esperança no Ar       | 27 de julho de 1987     | 18 de dezembro de 1987  | 103  | 14h30   | Amilton Monteiro Ismael Fernandes            | 19h45             | 1985-86           | [ 17 ] |
| 29 | Estranho Poder            | 16 de novembro de 1987  | 25 de janeiro de 1988   | 49   | 15h30   | Ernesto Alonso                               | 21h00             | 1984-85           |        |
| 30 | O Anjo Maldito            | 21 de dezembro de 1987  | 25 de janeiro de 1988   | 24   | 14h30   | Mauro Gianfrancesco                          | 19h00             | 1983              | [ 8 ]  |

## Década de 1990
| #  | Telenovela              | Início                 | Termino                 | Cap. | Horário | Autoria                                      | Exibição Original | Exibição Original | Ref.   |
| #  | Telenovela              | Início                 | Termino                 | Cap. | Horário | Autoria                                      | Horário           | Ano               | Ref.   |
| -- | ----------------------- | ---------------------- | ----------------------- | ---- | ------- | -------------------------------------------- | ----------------- | ----------------- | ------ |
| 31 | Meus Filhos, Minha Vida | 7 de maio de 1990      | 3 de novembro de 1990   | 156  | 18h30   | Ismael Fernandes Henrique Lobo Crayton Sarzy | 19h45             | 1984-85           | [ 11 ] |
| 32 | A Força do Amor         | 9 de julho de 1990     | 14 de setembro de 1990  | 59   | 18h00   | Raymundo López                               | 19h00             | 1982              | [ 2 ]  |
| 33 | A Leoa                  | 17 de setembro de 1990 | 3 de novembro de 1990   | 42   | 18h00   | Crayton Sarzy Raymundo López                 | 19h00             | 1982              | [ 4 ]  |
| 34 | Jerônimo                | 7 de janeiro de 1991   | 2 de março de 1991      | 48   | 18h00   | Moysés Weltman                               | 18h00             | 1984-85           | [ 12 ] |
| 35 | A Justiça de Deus       | 4 de março de 1991     | 3 de abril de 1991      | 27   | 15h30   | Crayton Sarzy                                | 20h50             | 1983              | [ 12 ] |
| 36 | A Vingança              | 4 de março de 1991     | 8 de junho de 1991      | 77   | 16h30   | Valentín Pimstein                            | 15h30             | 1987              |        |
| 37 | Destino                 | 4 de abril de 1991     | 11 de maio de 1991      | 33   | 15h30   | Raymundo López Crayton Sarzy                 | 19h00             | 1982              | [ 3 ]  |
| 38 | Acorrentada             | 13 de maio de 1991     | 16 de agosto de 1991    | 78   | 15h30   | Raymundo López Crayton Sarzy                 | 20h50             | 1983              | [ 6 ]  |
| 39 | Desprezo                | 3 de junho de 1991     | 16 de agosto de 1991    | 61   | 16h30   | Valentín Pimstein                            | 18h00             | 1983              |        |
| 40 | Chispita                | 4 de agosto de 1992    | 23 de novembro de 1992  | 96   | 20h30   | Valentín Pimstein                            | 18h30             | 1984              |        |
| 41 | Ambição                 | 24 de agosto de 1992   | 2 de janeiro de 1993    | 110  | 15h00   | Carlos Telléz                                | 21h00             | 1991-92           |        |
| 42 | A Estranha Dama         | 24 de agosto de 1992   | 2 de janeiro de 1993    | 110  | 15h30   | Omar Romay                                   | 21h30             | 1992              |        |
| 43 | Rosa Selvagem           | 4 de janeiro de 1993   | 30 de julho de 1993     | 150  | 15h00   | Valentín Pimstein                            | 21h00             | 1991              |        |
| 44 | Carrossel               | 4 de janeiro de 1993   | 30 de julho de 1993     | 150  | 15h30   | Valentín Pimstein                            | 20h00             | 1991-92           |        |
| 45 | Carrossel               | 3 de julho de 1995     | 26 de fevereiro de 1996 | 205  | 20h45   | Valentín Pimstein                            | 20h00             | 1991-92           |        |
| 46 | Carrossel               | 25 de janeiro de 1996  | 6 de abril de 1996      | 53   | 12h30   | Valentín Pimstein                            | 20h00             | 1991-92           |        |
| 47 | Chispita                | 24 de junho de 1996    | 28 de setembro de 1996  | 77   | 12h00   | Valentín Pimstein                            | 18h30             | 1984              |        |
| 48 | Vovô e Eu               | 30 de setembro de 1996 | 28 de setembro de 1996  | 77   | 12h00   | Pedro Damián                                 | 20h30             | 1992              |        |
| 49 | Maria Mercedes          | 9 de setembro de 1997  | 6 de dezembro de 1997   | 77   | 20h45   | Valentín Pimstein                            | 20h15             | 1996              |        |
| 50 | Maria do Bairro         | 8 de dezembro de 1997  | 10 de abril de 1998     | 107  | 20h45   | Verónica Pimstein                            | 20h00             | 1997              |        |
| 51 | Marimar                 | 25 de maio de 1998     | 12 de junho de 1998     | 11   | 20h45   | Angeli Nesma Medina                          | 20h00             | 1996-97           |        |

## Década de 2000
| #  | Telenovela                  | Início                 | Termino                | Cap. | Horário | Autoria                       | Exibição Original | Exibição Original | Ref.   |
| #  | Telenovela                  | Início                 | Termino                | Cap. | Horário | Autoria                       | Horário           | Ano               | Ref.   |
| -- | --------------------------- | ---------------------- | ---------------------- | ---- | ------- | ----------------------------- | ----------------- | ----------------- | ------ |
| 52 | A Usurpadora                | 3 de julho de 2000     | 4 de dezembro de 2000  | 110  | 17h00   | Salvador Mejía Alejandre      | 20h00             | 1999              |        |
| 53 | Éramos Seis                 | 22 de janeiro de 2001  | 23 de maio de 2001     | 96   | 18h00   | Sílvio de Abreu               | 19h45             | 1994              | [ 18 ] |
| 54 | O Privilégio de Amar        | 4 de fevereiro de 2002 | 3 de maio de 2002      | 65   | 17h30   | Carla Estrada                 | 20h00             | 1999-00           |        |
| 55 | Carinha de Anjo             | 12 de maio de 2003     | 2 de janeiro de 2004   | 183  | 17h30   | Nicandro Díaz Gonzalez        | 19h30             | 2001-02           |        |
| 56 | Fascinação                  | 5 de janeiro de 2004   | 23 de abril de 2004    | 80   | 16h15   | Walcyr Carrasco               | 20h00             | 1998              | [ 19 ] |
| 57 | Marimar                     | 5 de janeiro de 2004   | 30 de julho de 2004    | 150  | 13h45   | Verónica Pimstein             | 20h15             | 1996-97           |        |
| 58 | Pícara Sonhadora            | 19 de abril de 2004    | 6 de agosto de 2004    | 80   | 13h00   | Henrique Zambelli             | 20h15             | 2001              | [ 20 ] |
| 59 | Rosalinda                   | 18 de maio de 2004     | 16 de agosto de 2004   | 65   | 17h00   | Salvador Mejía Alejandre      | 18h10             | 2001              |        |
| 60 | Maria do Bairro             | 2 de agosto de 2004    | 7 de janeiro de 2005   | 115  | 15h00   | Angeli Nesma Medina           | 20h00             | 1997              |        |
| 61 | Pérola Negra                | 9 de agosto de 2004    | 15 de abril de 2005    | 180  | 14h00   | Henrique Zambelli             | 20h00             | 1998-99           | [ 21 ] |
| 62 | Chiquititas                 | 22 de novembro de 2004 | 9 de abril de 2005     | 120  | 18h00   | Cris Morena                   | 19h15             | 1997-98           | [ 22 ] |
| 63 | A Usurpadora                | 3 de janeiro de 2005   | 20 de maio de 2005     | 100  | 15h15   | Salvador Mejía Alejandre      | 20h00             | 1999              |        |
| 64 | Xica da Silva               | 28 de março de 2005    | 10 de novembro de 2005 | 217  | 21h15   | Walcyr Carrasco               | 21h30             | 1996-97           | [ 23 ] |
| 65 | Pequena Travessa            | 18 de abril de 2005    | 12 de agosto de 2005   | 85   | 14h15   | Rogério Garcia Simone Boer    | 20h15             | 2002-03           | [ 24 ] |
| 66 | Café, com Aroma de Mulher   | 8 de agosto de 2005    | 31 de março de 2006    | 170  | 14h15   | Fernando Gaitán               | 20h15             | 2001              |        |
| 67 | Canavial de Paixões         | 24 de outubro de 2005  | 17 de março de 2006    | 95   | 15h15   | Henrique Zambelli Simone Boer | 20h15             | 2003-04           | [ 25 ] |
| 68 | Rubi                        | 13 de março de 2006    | 15 de agosto de 2006   | 112  | 15h15   | José Alberto Castro           | 19h30             | 2005              |        |
| 69 | Cúmplices de um Resgate     | 10 de julho de 2006    | 29 de dezembro de 2006 | 218  | 14h45   | Rosy Ocampo                   | 19h30             | 2002-03           |        |
| 70 | As Pupilas do Senhor Reitor | 11 de dezembro de 2006 | 14 de dezembro de 2006 | 4    | 15h45   | Lauro César Muniz             | 19h45             | 1994-95           | [ 26 ] |
| 71 | O Diário de Daniela         | 1 de janeiro de 2007   | 4 de maio de 2007      | 90   | 14h45   | Rosy Ocampo                   | 19h25             | 2000              |        |
| 72 | Marisol                     | 1 de janeiro de 2007   | 23 de março de 2007    | 60   | 15h45   | Henrique Zambelli             | 20h30             | 2002              | [ 27 ] |
| 73 | As Pupilas do Senhor Reitor | 7 de maio de 2007      | 3 de agosto de 2007    | 65   | 15h00   | Lauro César Muniz             | 19h45             | 1994-95           | [ 26 ] |
| 74 | A Usurpadora                | 25 de junho de 2007    | 13 de novembro de 2007 | 102  | 17h00   | Salvador Mejía Alejandre      | 20h15             | 1999              |        |
| 75 | Maria do Bairro             | 12 de novembro de 2007 | 4 de março de 2008     | 82   | 17h00   | Angelli Nesma Medina          | 20h00             | 1997              |        |
| 76 | O Privilégio de Amar        | 3 de março de 2008     | 30 de junho de 2008    | 86   | 17h00   | Carla Estrada                 | 20h00             | 1999-00           |        |
| 77 | Pantanal                    | 9 de junho de 2008     | 13 de janeiro de 2009  | 188  | 22h00   | Benedito Ruy Barbosa          | 21h30             | 1990              | [ 28 ] |
| 78 | Dona Beija                  | 6 de abril de 2009     | 4 de julho de 2009     | 78   | 23h00   | Wilson Aguiar Filho           | 21h30             | 1986              | [ 29 ] |

## Década de 2010
| #   | Telenovela                         | Início                  | Termino                 | Cap. | Horário | Autoria                           | Exibição Original | Exibição Original | Ref.   |
| #   | Telenovela                         | Início                  | Termino                 | Cap. | Horário | Autoria                           | Horário           | Ano               | Ref.   |
| --- | ---------------------------------- | ----------------------- | ----------------------- | ---- | ------- | --------------------------------- | ----------------- | ----------------- | ------ |
| 79  | A História de Ana Raio e Zé Trovão | 7 de junho de 2010      | 4 de abril de 2011      | 258  | 22h00   | Marcos Caruso Rita Buzzar         | 21h30             | 1990-91           | [ 30 ] |
| 80  | Esmeralda                          | 12 de julho de 2010     | 18 de janeiro de 2011   | 137  | 15h30   | Henrique Zambelli                 | 20h30             | 2004-05           | [ 21 ] |
| 81  | Pérola Negra                       | 12 de julho de 2010     | 26 de Abril de 2011     | 205  | 14h30   | Henrique Zambelli                 | 20h30             | 1998-99           | [ 31 ] |
| 82  | Canavial de Paixões                | 17 de agosto de 2010    | 26 de novembro de 2010  | 87   | 20h30   | Henrique Zambelli Simone Boer     | 20h30             | 2003-04           | [ 25 ] |
| 83  | Maria Esperança                    | 17 de janeiro de 2011   | 31 de maio de 2011      | 95   | 15h30   | Yves Dumont                       | 19h30             | 2007              | [ 32 ] |
| 84  | Uma Rosa com Amor                  | 28 de março de 2011     | 18 de outubro de 2011   | 145  | 16h30   | Tiago Santiago                    | 20h15             | 2010              | [ 33 ] |
| 85  | Amigas e Rivais                    | 25 de abril de 2011     | 10 de janeiro de 2012   | 183  | 14h30   | Letícia Dornelles                 | 19h30             | 2007-08           | [ 34 ] |
| 86  | Cristal                            | 30 de maio de 2011      | 22 de novembro de 2011  | 123  | 15h15   | Henrique Zambelli Anamaria Nunes  | 20h30             | 2006              | [ 35 ] |
| 87  | Marimar                            | 17 de outubro de 2011   | 10 de fevereiro de 2012 | 83   | 16h15   | Verónica Pimstein                 | 20h00             | 1995-97           |        |
| 88  | Fascinação                         | 21 de novembro de 2011  | 6 de março de 2012      | 75   | 15h15   | Walcyr Carrasco                   | 20h30             | 1998              | [ 19 ] |
| 89  | Pícara Sonhadora                   | 9 de janeiro de 2012    | 24 de abril de 2012     | 74   | 14h15   | Henrique Zambelli Adriano Moretto | 20h15             | 2001              | [ 20 ] |
| 90  | Maria do Bairro                    | 6 de fevereiro de 2012  | 27 de julho de 2012     | 120  | 16h15   | Angelli Nesma Medina              | 20h00             | 1997              |        |
| 91  | Marisol                            | 5 de março de 2012      | 21 de agosto de 2012    | 119  | 15h15   | Henrique Zambelli                 | 20h15             | 2002              | [ 27 ] |
| 92  | Pequena Travessa                   | 23 de abril de 2012     | 18 de setembro de 2012  | 104  | 14h15   | Rogério Garcia Simone Boer        | 20h15             | 2002-03           | [ 24 ] |
| 93  | Maria Mercedes                     | 23 de julho de 2012     | 11 de dezembro de 2012  | 98   | 16h15   | Valentín Pimstein                 | 20h15             | 1996              |        |
| 94  | Canavial de Paixões                | 20 de agosto de 2012    | 8 de janeiro de 2013    | 96   | 15h15   | Henrique Zambelli Simone Boer     | 20h30             | 2002-04           | [ 24 ] |
| 95  | Gotinha de Amor                    | 17 de setembro de 2012  | 19 de fevereiro de 2013 | 106  | 14h15   | Nícandro Diaz González            | 19h15             | 2001              |        |
| 96  | A Usurpadora                       | 10 de dezembro de 2012  | 7 de maio de 2013       | 103  | 16h15   | Salvador Mejía Alejandre          | 20h00             | 1999              |        |
| 97  | Jamais Te Esquecerei               | 7 de janeiro de 2013    | 1 de abril de 2013      | 58   | 15h15   | Henrique Zambelli Écila Pedroso   | 20h30             | 2004              | [ 36 ] |
| 98  | Rosalinda                          | 18 de fevereiro de 2013 | 11 de junho de 2013     | 81   | 14h15   | Salvador Mejía Alejandre          | 18h10             | 2001              |        |
| 99  | Rubi                               | 6 de maio de 2013       | 15 de outubro de 2013   | 117  | 16h15   | José Alberto Castro               | 19h30             | 2005              |        |
| 100 | Marimar                            | 10 de junho de 2013     | 12 de setembro de 2013  | 76   | 14h15   | Verónica Pimstein                 | 20h15             | 1996-97           |        |
| 101 | O Privilégio de Amar               | 19 de agosto de 2013    | 14 de fevereiro de 2014 | 128  | 17h15   | Carla Estrada                     | 20h00             | 1999-00           |        |
| 102 | Carrossel                          | 2 de setembro de 2013   | 20 de setembro de 2013  | 15   | 18h15   | Íris Abravanel                    | 20h30             | 2012-13           | [ 37 ] |
| 103 | Rebelde                            | 2 de setembro de 2013   | 13 de março de 2015     | 400  | 21h15   | Pedro Damián                      | 18h00             | 2005-06           |        |
| 104 | A Madrasta                         | 14 de outubro de 2013   | 18 de março de 2014     | 110  | 15h15   | Salvador Mejía Alejandre          | 15h30             | 2005              |        |
| 105 | Café, com Aroma de Mulher          | 20 de janeiro de 2014   | 4 de agosto de 2014     | 139  | 14h30   | Fernando Gaitán                   | 20h15             | 2001              |        |
| 106 | Por Teu Amor                       | 17 de fevereiro de 2014 | 4 de abril de 2014      | 35   | 17h30   | Graziela Ortigoza                 | 17h45             | 2001              |        |
| 107 | Abraça-me Muito Forte              | 17 de março de 2014     | 30 de maio de 2014      | 53   | 15h30   | Salvador Mejía Alejandre          | 18h30             | 2001              |        |
| 109 | A Feia Mais Bela                   | 7 de abril de 2014      | 6 de abril de 2015      | 257  | 17h30   | Rosy Ocampo                       | 18h00             | 2006-07           |        |
| 110 | Esmeralda                          | 28 de julho de 2014     | 16 de março de 2015     | 164  | 16h30   | Henrique Zambelli                 | 20h30             | 2004-05           | [ 31 ] |
| 111 | Maria Esperança                    | 9 de março de 2015      | 6 de julho de 2015      | 86   | 15h30   | Yves Dumont                       | 19h30             | 2007              | [ 38 ] |
| 112 | Carrossel                          | 16 de março de 2016     | 17 de setembro de 2016  | 392  | 21h15   | Íris Abravanel                    | 20h30             | 2012-13           | [ 39 ] |
| 113 | A Usurpadora                       | 30 de março de 2015     | 26 de agosto de 2015    | 108  | 17h30   | Henrique Zambelli                 | 20h00             | 1999              |        |
| 114 | Pérola Negra                       | 29 de junho de 2015     | 11 de dezembro de 2015  | 120  | 15h30   | Henrique Zambelli                 | 20h00             | 1998-99           | [ 40 ] |
| 115 | Cuidado com o Anjo                 | 30 de novembro de 2015  | 31 de maio de 2016      | 132  | 15h30   | Nathalie Lartilleux               | 16h15             | 2013              |        |
| 116 | Maria do Bairro                    | 19 de outubro de 2015   | 19 de fevereiro de 2016 | 90   | 14h00   | Angelli Nesma Medina              | 20h15             | 1997              |        |
| 117 | A Mentira                          | 28 de março de 2016     | 15 de julho de 2016     | 80   | 14h15   | Carlos Sotomayor                  | 20h00             | 2000              |        |
| 118 | Chiquititas                        | 12 de setembro de 2016  | 8 de janeiro de 2019    | 605  | 21h15   | Íris Abravanel                    | 20h30             | 2013-15           | [ 41 ] |
| 119 | A Usurpadora                       | 7 de novembro de 2016   | 16 de janeiro de 2017   | 51   | 17h15   | Salvador Mejía Alejandre          | 20h00             | 1999              |        |
| 120 | Rubi                               | 16 de janeiro de 2017   | 29 de maio de 2017      | 96   | 16h15   | Ximena Suárez                     | 19h30             | 2005              |        |
| 121 | No Limite da Paixão                | 22 de maio de 2017      | 23 de outubro de 2017   | 111  | 15h45   | Salvador Mejía Alejandre          | 19h15             | 2003-04           |        |
| 122 | Sortilégio                         | 16 de outubro de 2017   | 30 de janeiro de 2018   | 76   | 17h15   | Maria Zarattini Claudia Velasco   | 16h30             | 2014-15           |        |
| 123 | Coração Indomável                  | 15 de janeiro de 2018   | 7 de agosto de 2018     | 150  | 17h15   | Nathalie Lartileux                | 16h15             | 2015              |        |
| 124 | Teresa                             | 8 de outubro de 2018    | 23 de abril de 2019     | 141  | 17h15   | José Alberto Castro               | 16h30             | 2015-16           |        |
| 125 | Carrossel                          | 6 de agosto de 2018     | 8 de março de 2019      | 153  | 18h00   | Íris Abravanel                    | 20h30             | 2012-13           | [ 39 ] |
| 126 | Cúmplices de um Resgate            | 7 de janeiro de 2019    | 25 de novembro de 2020  | 486  | 21h30   | Íris Abravanel                    | 20h30             | 2015-16           | [ 42 ] |
| 127 | A Dona                             | 1 de abril de 2019      | 26 de agosto de 2019    | 106  | 18h15   | Nicandro Díaz González            | 17h30             | 2015-16           |        |
| 128 | Abismo de Paixão                   | 27 de agosto de 2019    | 11 de fevereiro de 2020 | 121  | 18h15   | Angelli Nesma Medina              | 17h30             | 2016              |        |
| 129 | Meu Coração é Teu                  | 4 de novembro de 2019   | 29 de abril de 2020     | 128  | 17h15   | Ana Obregón                       | 18h15             | 2016              |        |

## Década de 2020
| #   | Telenovela              | Início                  | Termino                 | Cap. | Horário     | Autoria                         | Exibição Original | Exibição Original | Ref.   |
| #   | Telenovela              | Início                  | Termino                 | Cap. | Horário     | Autoria                         | Horário           | Ano               | Ref.   |
| --- | ----------------------- | ----------------------- | ----------------------- | ---- | ----------- | ------------------------------- | ----------------- | ----------------- | ------ |
| 130 | O Que a Vida me Roubou  | 20 de abril de 2020     | 23 de novembro de 2020  | 156  | 17h15       | Angelli Nesma Medina            | 18h30             | 2017              |        |
| 131 | Chiquititas             | 29 de junho de 2020     | 06 de outubro de 2021   | 340  | 21h00       | Íris Abravanel                  | 20h30             | 2013-15           | [ 41 ] |
| 132 | Coração Indomável       | 24 de maio de 2021      | 13 de dezembro de 2021  | 144  | 17h15       | Nathalie Lartilleux             | 16h30             | 2015              | [ 43 ] |
| 133 | Carinha de Anjo         | 4 de outubro de 2021    | 10 de agosto de 2022    | 233  | 20h30       | Leonor Corrêa                   | 20h30             | 2016-18           |        |
| 134 | Amanhã é Para Sempre    | 29 de novembro de 2021  | 19 de julho de 2022     | 161  | 17h30       | Nicandro Díaz González          | 18h30             | 2018              |        |
| 135 | Mar de Amor             | 13 de dezembro de 2021  | 14 de junho de 2022     | 120  | 17h00       | Nathalie Lartilleux             | 15h15             | 2016              |        |
| 136 | Carrossel               | 16 de maio de 2022      | 02 de setembro de 2022  | 80   | 12h00       | Íris Abravanel                  | 20h30             | 2012-13           | [ 44 ] |
| 137 | Esmeralda               | 16 de maio de 2022      | 09 de setembro de 2022  | 85   | 13h00       | Henrique Zambelli               | 20h30             | 2004-05           | [ 44 ] |
| 138 | Cuidado com o Anjo      | 6 de junho de 2022      | 20 de dezembro de 2022  | 141  | 17h30       | Nathalie Lartilleux             | 15h30             | 2013              | [ 44 ] |
| 139 | Cúmplices de um Resgate | 27 de julho de 2022     | 05 de fevereiro de 2024 | 376  | 21h30       | Íris Abravanel                  | 20h30             | 2015-16           | [ 45 ] |
| 140 | Maria Esperança         | 19 de setembro de 2022  | 02 de dezembro de 2022  | 54   | 12h00       | Yves Dumont                     | 19h30             | 2007              | [ 46 ] |
| 141 | Cristal                 | 19 de setembro de 2022  | 17 de janeiro de 2023   | 87   | 13h25       | Anamaria Nunes                  | 19h30             | 2006              |        |
| 142 | Pequena Travessa        | 21 de novembro de 2022  | 07 de março de 2023     | 75   | 12h00       | Ecila Pedroso                   | 20h30             | 2002-03           | [ 47 ] |
| 143 | A Dona                  | 07 de dezembro de 2022  | 08 de maio de 2023      | 105  | 17h20       | Nicandro Díaz González          | 17h30             | 2015-16           |        |
| 144 | Marisol                 | 09 de janeiro de 2023   | 14 de junho de 2023     | 113  | 14h20       | Henrique Zambelli               | 20h30             | 2002              |        |
| 145 | Pícara Sonhadora        | 27 de fevereiro de 2023 | 09 de maio de 2023      | 52   | 13h00       | Henrique Zambelli               | 20h30             | 2001              | [ 48 ] |
| 146 | Sortilégio              | 24 de abril de 2023     | 14 de agosto de 2023    | 80   | 17h20       | Maria Zarattini Claudia Velasco | 16h30             | 2014-15           | [ 49 ] |
| 147 | Chiquititas             | 2 de maio de 2023       | 15 de março de 2024     | 225  | 13h00       | Íris Abravanel                  | 20h30             | 2013-15           | [ 50 ] |
| 148 | Rebelde                 | 12 de junho de 2023     | 13 de outubro de 2023   | 89   | 14h15       | Pedro Damián                    | 18h00             | 2005-06           | [ 51 ] |
| 149 | Meu Pecado              | 31 de julho de 2023     | 21 de novembro de 2023  | 81   | 17h30       | Juan Osorio                     | 16h30             | 2014              | [ 52 ] |
| 150 | A Gata                  | 16 de outubro de 2023   | 15 de março de 2024     | 103  | 16h15       | Nathalie Lartilleux             | 18h30             | 2016-17           | [ 53 ] |
| 151 | Abismo de Paixão        | 8 de novembro de 2023   | 19 de março de 2024     | 89   | 17h30       | Angelli Nesma Medina            | 16h30             | 2016              | [ 54 ] |
| 152 | Teresa                  | 22 de janeiro de 2024   | 29 de julho de 2024     | 135  | 14h15       | José Alberto Castro             | 16h30             | 2015-16           |        |
| 153 | As Aventuras de Poliana | 29 de janeiro de 2024   | 6 de dezembro de 2024   | 209  | 21h30       | Íris Abravanel                  | 20h30             | 2018-20           |        |
| 154 | Carinha de Anjo         | 4 de março de 2024      | 7 de fevereiro de 2025  | 243  | 13h30       | Leonor Corrêa                   | 20h30             | 2016-18           | [ 55 ] |
| 155 | Quando me Apaixono      | 15 de julho de 2024     | 16 de maio de 2025      | 217  | 14h30 13h45 | Carlos Moreno Languillo         | 18h30             | 2020-21           |        |
| 156 | A Usurpadora            | 17 de março de 2025     | 25 de julho de 2025     | 95   | 14h30       | Salvador Mejía Alejandre        | 20h00             | 1999              |        |
| 157 | Maria do Bairro         | 21 de julho de 2025     | Em exibição             | —    | 13h45       | Angelli Nesma Medina            | 20h15             | 1997              |        |

## Telenovelas mais reprisadas
Abaixo, a relação de telenovelas mais reprisadas pelo SBT. As telenovelas mexicanas A Usurpadora e Maria do Bairro são as mais reprisadas do canal, com 7 reprises (e 8 exibições no total).
| # | Telenovela                  | Anos                                     |
| - | --------------------------- | ---------------------------------------- |
| 7 | Maria do Bairro             | 1997, 2004, 2007, 2012, 2013, 2015, 2025 |
| 7 | A Usurpadora                | 2000, 2005, 2007, 2012, 2015, 2016, 2025 |
| 4 | Marimar                     | 1998, 2004, 2011, 2013                   |
| 4 | Carrossel (2012)            | 2013, 2016, 2018, 2022                   |
| 3 | Chispita                    | 1985, 1992, 1996                         |
| 3 | Carrossel (1989)            | 1993, 1995, 1996                         |
| 3 | O Privilégio de Amar        | 2002, 2008, 2012                         |
| 3 | Pérola Negra                | 2004, 2010, 2015                         |
| 3 | Pícara Sonhadora            | 2004, 2012, 2023                         |
| 3 | Canavial de Paixões         | 2005, 2010, 2012                         |
| 3 | Pequena Travessa            | 2005, 2012, 2022                         |
| 3 | Rubí                        | 2006, 2013, 2017                         |
| 3 | Marisol                     | 2007, 2012, 2023                         |
| 3 | Esmeralda                   | 2010, 2014, 2022                         |
| 3 | Maria Esperança             | 2011, 2015, 2022                         |
| 3 | Chiquititas                 | 2016, 2020, 2023                         |
| 2 | Os Ricos Também Choram      | 1983, 1984                               |
| 2 | A Força do Amor             | 1983, 1990                               |
| 2 | A Leoa                      | 1983, 1990                               |
| 2 | Destino                     | 1983, 1991                               |
| 2 | Desprezo                    | 1983, 1991                               |
| 2 | Acorrentada                 | 1984, 1991                               |
| 2 | O Anjo Maldito              | 1984, 1987                               |
| 2 | Meus Filhos, Minha Vida     | 1985, 1990                               |
| 2 | Cristina Bazán              | 1985, 1987                               |
| 2 | Jerônimo                    | 1985, 1991                               |
| 2 | A Justiça de Deus           | 1987, 1991                               |
| 2 | Maria Mercedes              | 1997, 2012                               |
| 2 | Fascinação                  | 2004, 2011                               |
| 2 | Rosalinda                   | 2004, 2013                               |
| 2 | Café, com Aroma de Mulher   | 2005, 2014                               |
| 2 | As Pupilas do Senhor Reitor | 2006, 2007                               |
| 2 | Cristal                     | 2011, 2022                               |
| 2 | Cuidado com o Anjo          | 2016, 2022                               |
| 2 | Coração Indomável           | 2018, 2021                               |
| 2 | Cúmplices de um Resgate     | 2019, 2022                               |
| 2 | A Dona                      | 2019, 2022                               |
| 2 | Rebelde                     | 2013, 2023                               |
| 2 | Abismo de Paixão            | 2019, 2023                               |
| 2 | Carinha de Anjo             | 2021, 2024                               |
|   | Teresa                      | 2018, 2024                               |